# Japan Soccer League 1978
La temporada de 1978 fue la décima edición de la Liga de Fútbol de Japón, el mayor nivel de campeonato de fútbol japonés. 

## Primera División
Ganando la Copa del Emperador and Copa Japan Soccer League  junto con el título, Mitsubishi completó el primer triplete en la historia futbolística del país.
| Pos | Club              | Pts | W  | PK(W) | PK(L) | L  | GF | GA | GD  | Notes       |
| 1   | Mitsubishi Motors | 54  | 13 | 1     | 0     | 4  | 30 | 13 | +17 | Campeón     |
| 2   | Yanmar Diesel     | 47  | 11 | 1     | 1     | 5  | 33 | 26 | +7  |             |
| 3   | Fujita            | 46  | 9  | 3     | 4     | 2  | 35 | 14 | +21 |             |
| 4   | Yomiuri           | 43  | 10 | 1     | 1     | 6  | 40 | 30 | +10 |             |
| 5   | Hitachi           | 34  | 8  | 1     | 0     | 9  | 36 | 30 | -4  |             |
| 6   | Toyo Industries   | 34  | 7  | 3     | 0     | 8  | 23 | 34 | -11 |             |
| 7   | Nippon Kokan      | 30  | 7  | 0     | 2     | 9  | 19 | 21 | -2  |             |
| 8   | Nippon Steel      | 26  | 5  | 2     | 2     | 9  | 16 | 18 | -2  |             |
| 9   | Fujitsu           | 17  | 3  | 1     | 3     | 11 | 14 | 29 | -15 | A Promoción |
| 10  | Furukawa Electric | 15  | 3  | 1     | 1     | 13 | 9  | 30 | -21 | A Promoción |

### Promoción
| JSL Division 1    | 1st leg | 2nd leg | JSL Division 2 |
| ----------------- | ------- | ------- | -------------- |
| Fujitsu           | 0-2     | 1-2     | Nissan Motors  |
| Furukawa Electric | 1-0     | 0-0     | Honda          |

Nissan asciende por primera vez, Fujitsu desciende después de dos temporadas.

## Segunda División
| Pos | Club                  | Pts | W  | PK(W) | PK(L) | L  | GF | GA | GD  | Notes                                             |
| 1   | Honda                 | 57  | 13 | 1     | 2     | 1  | 39 | 9  | +30 | A Promoción de ascenso                            |
| 2   | Nissan Motors         | 46  | 10 | 2     | 2     | 4  | 36 | 16 | +20 | A Promoción de ascenso                            |
| 3   | Kofu Club             | 38  | 9  | 1     | 0     | 8  | 32 | 33 | -1  |                                                   |
| 4   | Yanmar Club           | 38  | 8  | 3     | 0     | 7  | 29 | 31 | -2  |                                                   |
| 5   | Tanabe Pharmaceutical | 37  | 7  | 3     | 3     | 5  | 23 | 16 | +7  |                                                   |
| 6   | Teijin                | 34  | 7  | 2     | 2     | 7  | 25 | 22 | +3  |                                                   |
| 7   | Toshiba Horikawacho   | 34  | 7  | 2     | 2     | 7  | 20 | 20 | 0   |                                                   |
| 8   | Sumitomo Metal        | 30  | 7  | 0     | 2     | 9  | 29 | 28 | +1  |                                                   |
| 9   | Toyota Motors         | 22  | 5  | 1     | 0     | 12 | 26 | 42 | -16 | A Promoción de descenso con finalistas regionales |
| 10  | Kyoto Shiko Club      | 8   | 1  | 1     | 2     | 14 | 15 | 51 | -36 | A Promoción de descenso con finalistas regionales |

### Promoción
| JSL              | 1st leg | 2nd leg | Liga de Ascenso Regional   |
| ---------------- | ------- | ------- | -------------------------- |
| Toyota Motors    | 1-0     | 1-2     | Toho Titanium (subcampeón) |
| Kyoto Shiko Club | 0-3     | 1-0     | Yamaha Motors (campeón)    |

Yamaha asciende por primera vez, Kyoto Shiko desciende a la liga regional de Kansai.